# Peucedanum ferulaceum
Peucedanum ferulaceum är en flockblommig växtart som beskrevs av Christian Friedrich Frederik Ecklon och Carl Ludwig Philipp Zeyher. Peucedanum ferulaceum ingår i släktet siljor, och familjen flockblommiga växter. Inga underarter finns listade i Catalogue of Life.